# تهران رویدر
 تهران رویدر  روستای کوچکی از توابع بخش رویدر شهرستان خمیر استان هرمزگان ایران است. این روستا در جنوب نیکان واقع شده‌است.

## جمعیت
جمعیتش ۶۰ نفر (۱۵ خانوار) است که از اهل سنت و از شاخه شافعی هستند یعنی از پیروان امام محمد ادریس شافعی هستند.
دارای ۳۰۰ اصله نخل دیم و ۱۰۰ اصله نخل آبی می‌باشد. دارای دبستان، مسجد، آب‌انبار (برکه) است.

## چشمه
چشمه‌ای در روستا وجود دارد که آب بسیار شیرینی است، و در حدود ۱۰۰ اصله نخل را آبیاری می‌نماید.

## محدودهٔ تهران رویدر
از شمال پیامبران، از جنوب نیکان، از مغرب تنگ گچ، وازسمت مشرق به   گوین محدود می‌کردد.